# De Loze Lift
De Loze Lift (oorspronkelijke titel: The Ersatz Elevator) is het zesde deel in de Ellendige avonturen-serie en is net als de andere delen geschreven door Lemony Snicket.

## Verhaal
In dit zesde deel belandde de drie Baudelairewezen Violet, Claus en Roosje in een enorm penthouse boven in een groot gebouw aan de Duisterdreef 667. Hun nieuwe voogden zijn de vriendelijke Jerome en zijn modieuze, snobistische partner Esmé Zooi. Esmé moet alles hebben wat "in" is (wat ook de reden was dat ze de wezen in huis nam en wat de reden is dat de Baudelaires niet de lift kunnen gebruiken, maar altijd naar boven en beneden moeten lopen). Esmé vertelt hen later over de "In"-veiling en veilingmeester Günther.
Günther blijkt echter de zoveelste vermomming van Graaf Olaf. Hij draagt een monocle om zijn wenkbrauw te verbergen, laarzen om zijn tatoeage te verbergen en gebruikt een accent. Enige tijd later merkt Claus op dat er overal maar een liftdeur is, behalve op de bovenste etage waar er twee zijn. De drie wezen nemen een kijkje en ontdekken dat een van de twee een loze lift is. De Baudelaires klimmen naar beneden en treffen er tot hun verbazing Isadora en Duncan Quadras aan. Hun oude vrienden waren gevangengenomen door Olaf en zitten nu opgesloten in een kooi. De twee vertellen dat Olaf ze in een van de te veilen objecten wil stoppen. De drie kinderen willen hulp halen, maar als ze terugkomen zijn de Quadrassen verdwenen. Daarna gaan ze naar de bibliotheek waar een veilingcatalogus ligt. Ze gaan daarin op zoek naar het object, waarin hun vrienden gevangen kunnen zitten. Als ze #50 V.B.A. vinden, zijn ze er zeker van dat hun vrienden daarin gevangenzitten.
Esmé blijkt echter in het complot te zitten en gooit de kinderen in de loze lift, waar hun val wordt opgevangen door een net. Roosje klimt naar boven om touw te halen en als ze terugkomt maken ze een gat in het net. Helemaal beneden aangekomen vinden ze een gang. Ze lopen door de gang en aan het eind van deze gang vinden ze een luik, waarmee ze weer boven de grond komen. Dan komen ze tot de ontdekking dat ze op de resten van hun ouderlijk huis staan. De drie Baudelairewezen rennen dan naar de Veblenbeurs, waar de veiling plaatsvindt. Op hun aandringen besluiten Mr. Poe en Jerome, die allebei ook aanwezig zijn, om op nummer 50 te bieden. Maar als ze de doos eenmaal geopend hebben, blijkt de doos vol te zitten met Verfijnde Banketbakkers Accessoires. Olaf wordt ontmaskerd en terwijl iedereen hem probeert te pakken ontstaat er een chaos doordat iedereen uitglijdt over de verspreide doily's. Olaf weet samen met Esmé te ontkomen. Dan blijkt dat de Quadrassen niet in #50, maar in #48 zaten en dat de portier van Duisterdreef 667 de man met de haken was. Jerome wil de kinderen wel houden, maar hij kan er niet mee akkoord gaan dat de kinderen de Quadrassen willen redden – hij is er te laf voor.